# 제7회 가치봄영화제
제7회 가치봄영화제는 2006년 10월 27일에 열린 시상식이다.

## 수상 및 후보

### 상영작
- 맨발의 기봉이 - 권수경
- 각설탕 - 이환경
- 한반도 - 강우석
- 아랑 - 안상훈
- 타짜 - 최동훈
- 내 곁에 있어줘 - 에릭 쿠
- 괴물 - 봉준호
- 아이스케키 - 여인광
- 어린양 - 김설우
- 경찰 오토바이가 오지 않던 날 - 전승일
- 행진 - 홍성희
- 거룩한 계보 - 장진